# دانشگاه هنرهای زیبای هامبورگ
دانشگاه هنرهای زیبای هامبورگ (به آلمانی: Hochschule für bildende Künste Hamburg) در سال ۱۷۶۷ بنیان گذاشته شد، در آن زمان آموزشگاه تجارت هامبورگ نامیده می‌شد. بعدها به نام آموزشگاه هنر دولتی هامبورگ شناخته شد. ساختمان اصلی، واقع در محله اولن‌هورست در هامبورگ-نورد، به دست معمار فریتس شوماخر طراحی شده است و بین سال های ۱۹۱۱ و ۱۹۱۳ ساخته شده است.

## تاریخچه
آموزشگاه تجارت هامبورگ (هنرستان فنی حرفه‌ای) در سال ۱۷۶۷ به دست انجمن میهن پرستان بنیان گذاشته شد. در سال ۱۸۹۶ آموزشگاه هنرهای کاربردی نام گرفت و پس از آن آموزشگاه دولتی هنر نام گرفت.
فریتز شوماخر ساختمان اصلی را به صورت ویژه برای آموزشگاه هنر طراحی کرد. واقع در لرشنفلد در اولن‌هورست، محله هامبورگ-نورد، بین سال های ۱۹۱۱ و ۱۹۱۳ ساخته شد. پس از جنگ جهانی دوم، توسط فردریش آهلر-هسترمن، که پیش تر استاد آموزشگاه هنرهای زیبا و کاربردی کلن بود، دوباره با نام آموزشگاه هنر دولتی هامبورگ بازگشایی شد. معمار گوستاو هاسنفلوگ جانشین او شد و نام این نهاد را به دانشگاه هنرهای زیبای هامبورگ تغییر داد. این آموزشگاه در سال ۱۹۷۰ به عنوان یک دانشگاه معتبر شناخته شد.